# 국립미술관 (브라질)

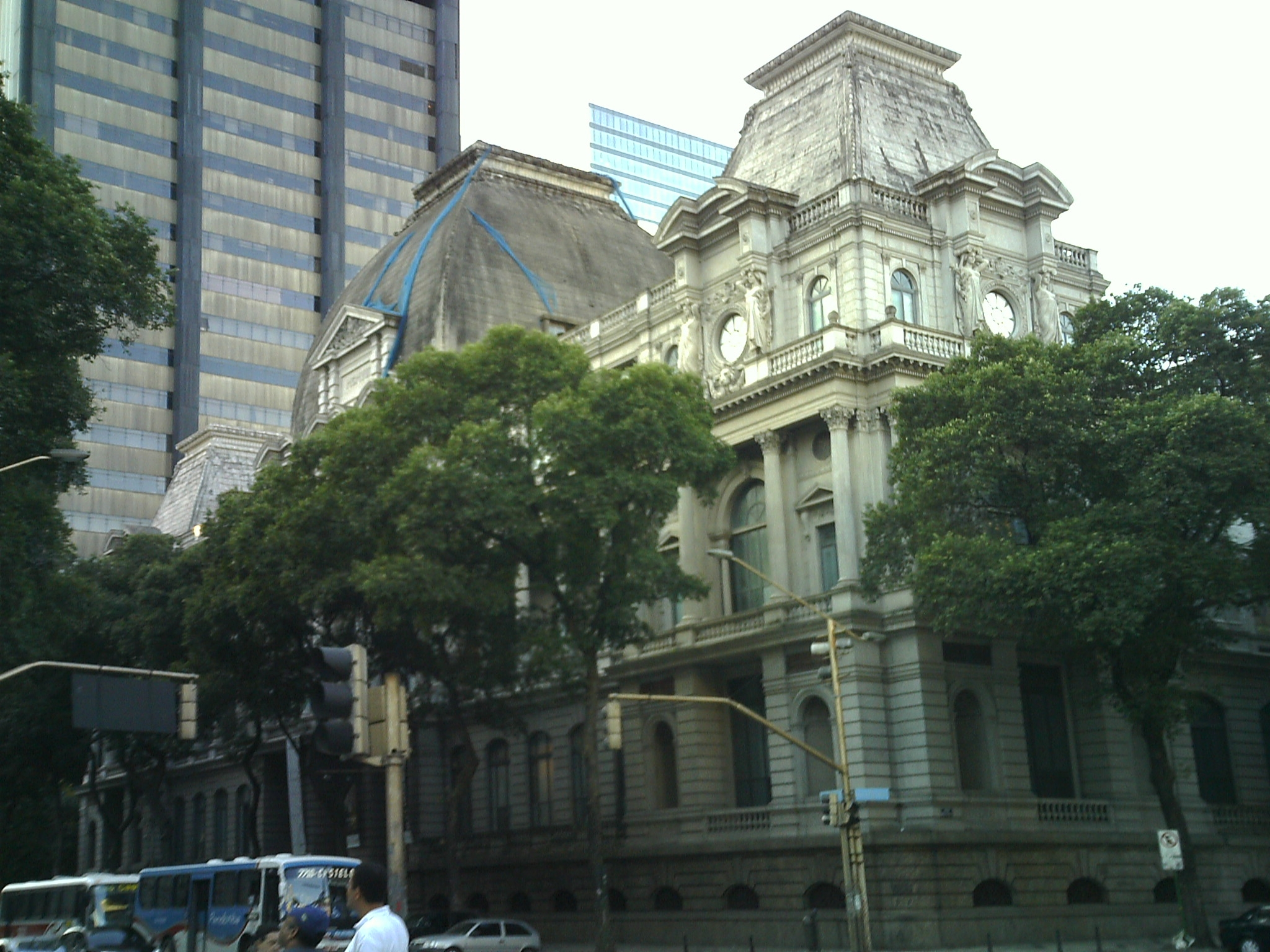
국립미술관

국립미술관(스페인어: Museu Nacional de Belas Artes)은 브라질 리우데자네이루에 위치한 미술관이다.

## 같이 보기
- 상파울루 미술관